# Haven-1
Haven-1 is een gepland ruimtestation in low Earth orbit dat anno 2024 wordt ontwikkeld door het Amerikaanse ruimtevaartbedrijf Vast. Anno februari 2025 is de verwachting dat Haven-1 ten vroegste in mei 2026 gelanceerd zal worden. Hiervoor is een Falcon 9 van SpaceX geboekt. 

## Commercieel ruimtestation
In eerste instantie is Haven-1 een commercieel ruimtestation. Om alvast ervaring op te doen brengt Vast betalende astronauten naar het ISS met de Dragonmodule van SpaceX. Vast hoopt hiermee NASA te overtuigen en toestemming te krijgen om deel te nemen aan het Commercial LEO Destinations program, en zo op regelmatige basis NASA-opdrachten te verzilveren. Dit zou dan bijdragen aan het uitbouwen van de opvolger Haven-2.
Anno 2025 heeft Vast de intentie om vier korte bemande vluchten naar Haven-1 te maken voor Have-2 actief wordt.
Vanaf februari 2025 werd de primaire structuur van Haven-1 getest in Mojave. Op 3 april 2025 kondigde Vast aan dat ze een overeenkomst hadden met NASA om Haven-1 te testen in de Neil Armstrong Test Facility in Ohio waar ze in vacuüm kunnen testen hoe Haven-1 reageert op o.a. temperatuurverschillen.

## Voorloper
Vast plant om in de eerste helft van 2025 een Haven-Demo module te lanceren. De Haven-Demo satelliet is opgebouwd uit een radiofrequency communications system; guidance, navigation, control hardware; zonnepanelen en elektriciteitssysteem; en een aandrijvingssysteem die representatief is voor wat ze willen gaan gebruiken voor Haven-1.

## Componenten
Vast bouwt een groot deel van het ruimtestation zelf. Een aantal componenten betrekt het bij derden:
Aandrijfsysteem
Voor koerscorrecties in de ruimte beschikt Haven-1 over Saiph thrusters van Impulse Space. 
Radiocommunicatie
AnySignal, uit El Segundo levert de radio-apparatuur.
Video
TRL11 uit Irvine voorziet Haven-1 van interne en externe video-camera’s en de nodige systemen om video naar de aarde te kunnen doorsturen.
Inter-satellite Data Relay System (IDRS)
Het bedrijf Addvalue, gebaseerd in Singapore, levert intersatellietcommunicatieinfrastructuur.
Communicatie met de aarde
Voor communicatie met de aarde maakt Haven-1 gebruik van Starlink
Microzwaartekrachtonderzoek
In august 2024 maakte Vast bekend dat Haven-1 een microgravity research facility genaamd Haven-1 Lab krijgt. 10 slots elk met de capaciteit van 30 kilograms en 100 watt. De eerste bedrijven die toegezegd hebben deze infrastructuur te gebruiken zijn Redwire and Yuri Gravity.
Op 10 April 2025 werd bekendgemaakt dat ook het Japanse Japan Manned Space Systems Corporation (JAMSS), het Franse Interstellar Lab en het Luxemburgse Exobiosphere slots in het Lab hadden gekocht voor respectievelijk microzwaartekracht onderzoek, onderzoek naar plantengroei in de ruimte en farmaceutische experimenten. Daarmee blijven nog 1 of 2 slots beschikbaar. De andere wil Vast zelf gebruiken.